# Dan Maskell
Daniel "Dan" Maskell (Fulham, 11 de abril de 1908 - 10 de dezembro de 1992) foi um tenista profissional inglês. E que se tornou um reconhecido comentarista de rádio e tv de tênis. Ele foi reconhecido pela BBC, como a "voz do tênis" e a "voz de Wimbledon". 